# ملعب نادي الشعلة
ملعب نادي الشعلة، هو ملعب متعدد الاستخدامات يقع في الخرج بالمملكة العربية السعودية. يستخدم في الغالب لمباريات كرة القدم على مستوى الأندية. بني سنة 1985م بأمر من الرئاسة العامة لرعاية الشباب (الهيئة العامة للرياضة حاليا)، وتبلغ طاقة الإستيعاب نحو 8000 متفرج.
يستضيف الملعب المباريات ضمن جولات من الدوري السعودي للدرجة الأولى، ويحتوي على عدة مرافق أخرى مثل: الصالة الرياضية والتي يقام عليها مباريات الطائرة والسلة واليد، وملاعب اكليريك للتنس الارضي والسلة والطائرة وكرة القدم الخماسية، والمسبح والذي يتسع لخمسين فرد.